# Sasnovy Bor
Sasnovy Bor (bielorruso: Сасно́вы Бор) o Sosnovi Bor (ruso: Сосно́вый Бор) es un asentamiento de tipo urbano de Bielorrusia, perteneciente al distrito de Svetlahorsk en la provincia de Gómel.
En 2022, el asentamiento tenía una población de 1916 habitantes. Es sede de un consejo rural que incluye ocho pedanías y tiene una población total de unos tres mil seiscientos habitantes.
Fue fundado en 1959 por la RSS de Bielorrusia como un asentamiento llamado "Vasilévichy-II", destinado a albergar a los obreros de una empresa de turba llamada "Svetlahórskaye". El lugar fue elegido por hallarse junto a la línea de ferrocarril de Zhlobin a Kalínkavichy. Actualmente su economía sigue basándose en la empresa de turba, además de en una fábrica de maquinaria y en otra de muebles.
Se ubica unos 10 km al suroeste de la capital distrital Svetlahorsk.